# Berislav Kalfić
Berislav Anto Kalfić (Vijaka Donja, 18. siječnja 1927. – Vijaka, 10. travnja 2012.) bio je hrvatski katolički svećenik iz reda franjevaca, kroničar i spisatelj.

## Životopis
Rođen je u Vijaci Donjoj u obitelji Mije i Kate (rođ. Pendić). Osnovnu je školu završio u rodnom mjestu, a Franjevačku klasičnu gimnaziju u Visokom (1939.–1945.). U franjevački red je ušao u Kraljevoj Sutjesci. Prve zavjete je položio u Kraljevoj Sutjesci 3. kolovoza 1946. godine. Studirao je teologiju na Franjevačkoj teologiji u Sarajevu (1946.–1952.). Za đakona je zaređen 9. ožujka 1952. u Sarajevu, a za svećenika 20. travnja 1952. također u Sarajevu.
Bio je župni vikar u Bugojnu (1952.–1955.), Tuzli (1955.–1957.; 1977.–1979.), Breškama (1957.–1958.; 1977.; 2000.–2005.), Varešu (1958.; 2005.–2009.), Dubravama (1985.–1988.) i u Vijaci od 2009. pa sve do smrti. Službu župnika obnašao je u Breškama (1958.–1961.), Šimićima (1962.–1964.), Dobretićima (1964.–1967.), Svilaju (1967.–1973.) i u Špionici (1982.–1985.). Samostanski i župni vikar bio je u Rami/Šćit (1961.–1962.), Kraljevoj Sutjesci (1973.–1977.) i Tuzli (1981.–1982). Pastoralno je pomagao u Hrvatskoj katoličkoj misiji u Innsbrucku (1979.–1981.) te je bio upravitelj svetišta u Olovu (1988.–2000.).

## Djela
- „Dva rata, tri dnevnika” (Vareš, 2011.)
- „Bioritmija ritma mojega života” (rukopis; Breške, 2002.)[1]

### Mrežna sjedišta
- Preminuo fra Berislav (Anto) Kalfić (1927. - 2012.). Katolička tiskovna agencija Biskupske konferencije Bosne i Hercegovine. Pristupljeno 16. svibnja 2025.